# Gino Baldi
Gino Baldi, all'anagrafe Gino Baldocchi (San Francisco, 1º luglio 1922 – Bogotà, 22 marzo 2010), è stato un cantante italiano, famoso negli anni cinquanta.
Dopo aver vissuto negli Stati Uniti fino al 1928, si fa notare in RAI nella trasmissione Primo applauso.
Dopo una partecipazione al Festival di Sanremo 1957 con Un filo di speranza (nona classificata), Finalmente e Nel giardino del mio cuore (non finaliste) ed Il nostro sì (settima classificata nella sezione dei brani dei "Liberi autori"), abbandona la musica leggera, dedicandosi all'operetta.

## Discografia parziale
- xxxx: Non ti scordar di me (Fonit, 15796)
- 1957: Munasterio 'e santa Chiara/Passione/Torna!/'Na sera 'e maggio (Fonit, EP. 4210)
- 1958: Siboney/Un Poquito de tu amor (Fonit, SP 30333)
- 1968: Estrellita/Siboney (Fonit, IB-45-6.018), pubblicato in Spagna